# Rafael (archanděl)

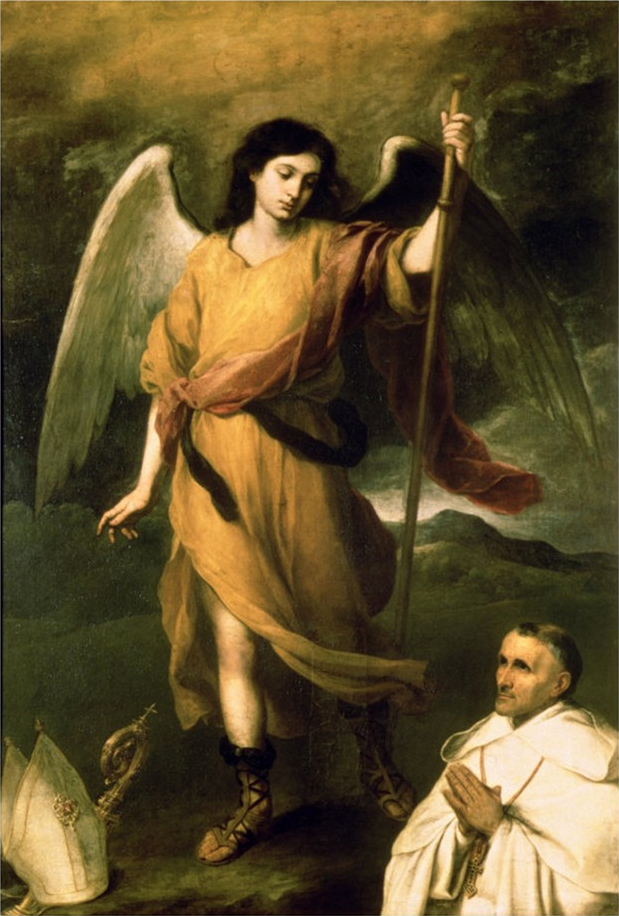
Archanděl Rafael s biskupem Domonte, Bartolomè Esteban Murillo (1618-1682), Puškinovo Muzeum Umění, Moskva, Rusko

Rafael (hebrejsky רפאל‎, Refáél – „Bůh uzdravuje“) je jméno jednoho ze Sedmi andělů, připravených pohotově vcházet před slávu Páně (Tobijáš 12,15), přičemž sedmice andělů vytváří hierarchii andělů oddělených od ostatních. V Bibli jako archanděl Rafael jmenován výslovně není, a proto jej protestanti neřadí mezi archanděly. 

## Etymologie jména
Jeho jméno je spojením dvou hebrejských slov: „Rapha“ (doktor, uzdravitel) a „el“ (bůh).

## Rafael v Bibli
O Rafaelovi vypráví starozákonní kniha Tóbijáš ze 2. století před Kristem. Jsou v ní však obsaženy i starší prvky asyrského a perského folklóru.
Rafael přednášel Bohu přání a modlitby spravedlivého izraelity Tóbita a jeho ženy Chany, kteří byli odvlečeni do zajetí v Ninive v Asýrii a vychovávali syna Tóbijáše. Tóbit se celý život staral o své soukmenovce, až mu jednou při odpočinku do očí vlétl vrabčí trus a oslepil jej. Tóbit v předtuše blízké smrti poslal syna Tobiáše na dalekou cestu vyzvednout u příbuzných stříbrné peníze, které mu náležejí. Bůh Rafaela pověřil, aby Tóbita uzdravil a židovskou dívku Sáru zbavil démona, který ji sužoval, a dal ji za ženu Tóbitovu synu Tóbijášovi.
Když si Tóbijáš hledal průvodce na cestu, měl pouze svého psa. Rafael se mu nabídl a provázel jej jako strážce a ochránce z Assyrie do Médie pro stříbro, uložené u příbuzných. Cestou přišli k řece Tigridu, z níž se vymrštila dravá ryba a chtěla Tobiášovi ukousnout nohu. Podařilo se ji chytit, vykuchat a uschovat její srdce, játra a žluč. Srdce a játra Rafael potřeboval spálit, aby v Médii uzdravil Sáru a zahnal její zlé duchy: spoutal démona a doprovodil oba novomanžele zpět do Ninive, odkud Tóbijáš pocházel. Tam pak odhalil svou pravou totožnost. Rybí žlučí nakonec vyléčil Tóbitův zákal očí.

## Úkoly a patrocinium
Když se Rafael Tóbitovi na počátku cesty představoval, nazval se „Azarjáš, syn velkého Chananjáše“ – tj. „Pomocník, syn velkého Slitovníka“. Rafael je považován za anděla-uzdravovatele, neboť na Boží příkaz uzdravil Sáru a Tóbita, a anděla-průvodce, protože doprovázel a ochraňoval na dlouhé cestě Tóbijáše. 
- Patron: lékařů, opatrovníků, španělských misionářů ve střední a jižní Americe, obchodníků, řeči, vzdělanosti a poutnictví.
- Kostely a kaple: bazilika minor Córdoba (Španělsko), katedrála ve stejnojmenném městě San Raffaele, Argentina; Katedrála v Québecu; kostel v Segovii (Španělsko), kostel a špitál San Rafael (Kalifornie); italské kostely San Raffaele v Benátkách, Miláně, Neapoli a v Římě; francouzské obce s kostely Saint-Raphaël (Dordogne) a Saint-Raphaël (Var).

## Úcta a ikonografie
Rafaelova památka se slaví 29. září. V letech 1921–1969 se slavil svátek 24. října. V zemích Středomoří bývá nazýván svatým (italsky San Raffaelo; francouzsky Saint Raphäel). Bývá zobrazován jako adolescent či dospělý, v dlouhé tunice a s mohutnými křídly. Jeho atributy jsou poutnická hůl, cestovní láhev a ryba. Objevuje se ve dvou legendárních scénách: 1) provází Tobiáše se psem, nebo drží rybu. 2) Uzdravuje slepého Tóbita.

### České výtvarné umění
Rafael patří k oblíbeným námětům protestantského umění doby renesance, v katolickém umění se často objevuje v baroku a v 19. století:
- Socha Archanděl Rafael s rybou, pískovec, Matěj Václav Jäckel, Praha kolem roku 1700; Lapidárium Národního muzea v Praze
- Reliéf Uzdravení slepého Tóbita, Josef Max, pískovec, 1832; vsazen do tympanonu v průčelí bývalého Klárova ústavu slepců, Praha – Malá Strana, Klárov

## Angelologie
Angelologie rozeznává sedm archandělů. Rafaelovi je přisouzena planeta Merkur. Z rostlin mu odpovídá konvalinka. Ze stromů jilm. Z kovů rtuť (živé stříbro). Z mytických bohů je to Hermés. Ze znamení zodiaku je to Panna a Blíženci. Z orgánů jsou to rytmické a párové orgány – plíce a srdce. Ze stavebního slohu mu odpovídá gotika.